# オーダーエントリーシステム
オーダーエントリーシステム(Order Entry System)とは、主にファミリーレストランや居酒屋などの飲食店の客席に設置してある、客が従業員を呼び出す時に使う押ボタン式送信機と呼出があったことを表示する受信機、POSシステム、およびそれらを運用するシステムのことである。「オーダーコールシステム」という呼称もある。

## 概説
1980年代からチェーンストアでは販売管理のためにPOSシステム（Point of Sales：販売時点情報管理）が導入され始めたが、外食産業では基本的に顧客からの注文を受けて調理するため、注文を受けてから賞味できるまでに時間がかかる。そのためPOSだけでなく電子発注システム(EOS:Electronic Ordering System)を組み合わせて店舗運営の効率化を狙っており、多くのレストランチェーンで導入されている。

### 呼び出し〜注文

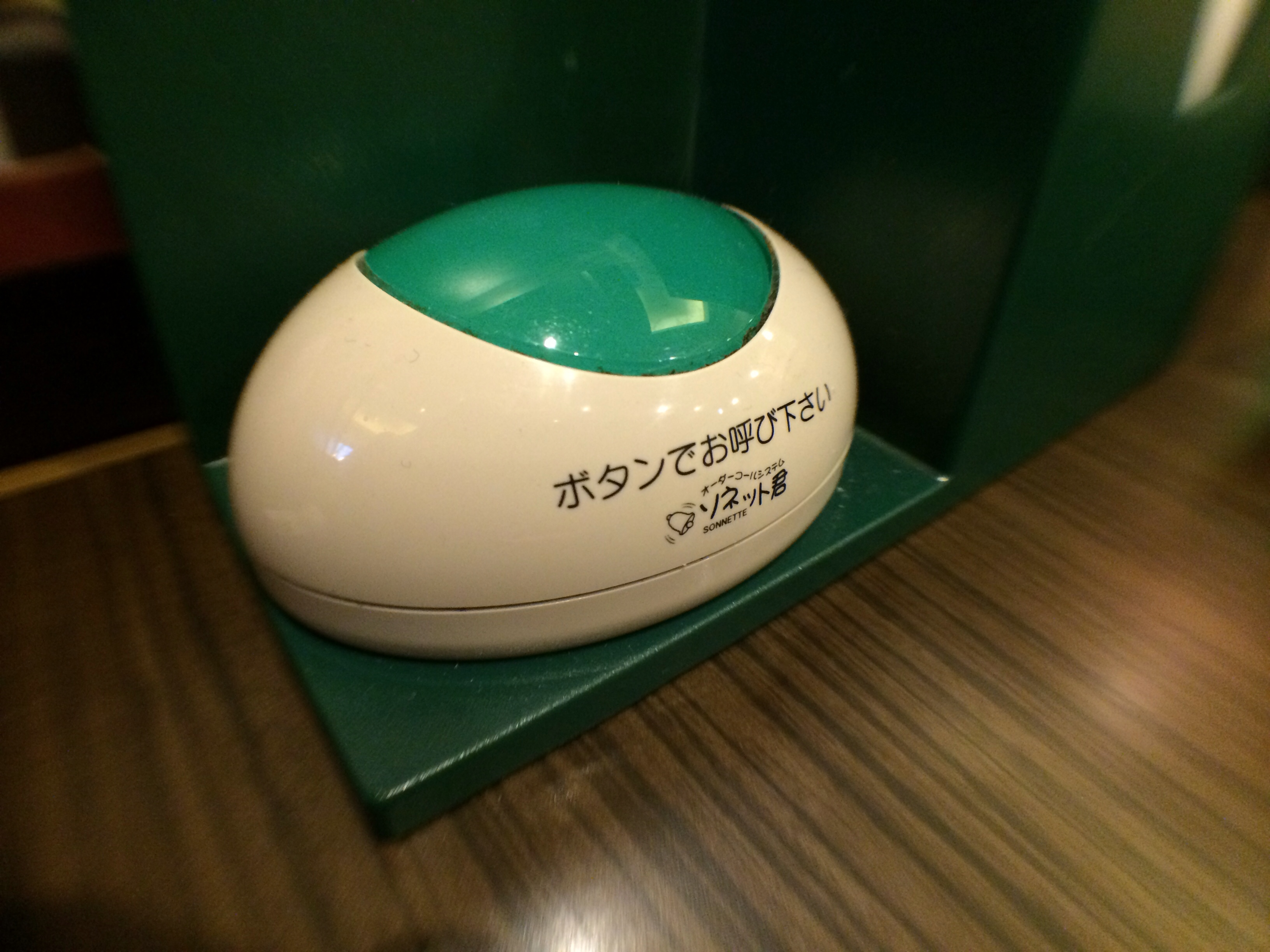
日本の飲食店に見られる卓上送信機

一般的に客席には、押しボタン式の送信機（卓上送信機と呼ばれることが多いが、まれに、カードタイプの送信機もある。）が設置されている。送信機には、個別の送信機番号が設定されており、呼び出し信号を発信すると飲食店の厨房などに設置された受信機が、送信機番号を表示すると同時に呼出警告音を発生する。呼出警告音を覚知した飲食店の従業員は、確認動作を行い（このことにより受信機に表示された送信機番号の表示を消す）、客のオーダーや要望を確認するために、客席に出向くことになる。
信号の送受信には無線通信が使われ、近年は無線LANも採用される。送信機には、飲食店に置かれるという事情から、メニュー立てや紙ナプキン入れなどと一体化したものやタッチパネルディスプレイなど、多種多彩な種類がある。

### 受注〜調理〜配膳
客席で顧客からの注文を受けた従業員は、専用の端末機（ハンディターミナル）にテーブル番号や人数、注文した商品などを入力して店内の事務室に設置されたPOSターミナルやオフィスコンピュータへ送信することで注文データとなる。店やシステムによってはテーブル上にタッチパネルを設置して直接顧客が注文できる。（これらの端末機は、近年ではiPod touchやiPadなど汎用の機種に店舗ごとのカスタマイズを施して専用機よりコストダウンを図ることが多い。顧客個人が所有するスマートフォンにアプリケーションをインストールさせて使用することで注文に対応する場合もある）
POSターミナル・オフィスコンピュータに送信された注文データは瞬時に厨房の各担当調理場に送られて、ロール紙やジャーナルへの印字や画面表示というかたちで、注文を受けた料理の種類と数量、優先順位を指示、各担当調理場では注文メニューのうち何を自分が作ればいいかがわかる。また顧客に対しては請求書を兼ねた注文伝票として発行され、配膳中は確認表としても使われ、通常は全ての料理の配膳が済んだあとで渡す。

### 精算〜事後処理
精算時には伝票に記載されたバーコードの読み取りや番号の入力などで、
顧客の精算が済んだことで注文データは売り上げデータに変わり、時間帯や客層、気象条件などさまざまな要素を加味して本部のホストコンピュータへと送られる。

### 効果
オーダーエントリーシステムを導入することで、次のような効果が現れる。
- 客席担当の従業員（ウェイター、ウェイトレス）は注文を受けたらキッチンへ報告に行く必要がなくなり、作業効率がアップした。特に混雑している場合は一度送信したら他の待ち客の注文を取りに行くことができるようになり、呼び出されてから注文を受けるまでのロスタイムが減った。
- ハンディターミナルで受注時刻・客層・席番を、POSターミナルや本部のホストコンピュータで更にさまざまな条件を加えることで、販売実績を分析しやすくなったほか、営業戦略策定の参考資料になる。
- キッチンでは注文を受けた品目・数量・順序がわかりやすくなり、調理ミスや誤配が減少した。

## 主なメーカー
- マイクロス―フィデェリオ
- NECインフロンティア
- セイコーインスツル(SII)
- 東芝テック(TEC)
- 株式会社アルファクス・フード・システム
- セラシステム
- 日本NCR
- 扶桑電通
- カシオ計算機
- ギンガシステムソリューション
- パシフィックビジネスコンサルティング
- パシフィック湘南
- 株式会社フーマトレーディング
- グッドエイチピードットコム株式会社
- でん票くん（アロハス＆グローカリズム）